# Wanted Dead or Alive (chanson de Bon Jovi)
Pour les articles homonymes, voir Wanted Dead or Alive.
Singles de Bon Jovi
Livin' on a Prayer
(1986) Never Say Goodbye
(1987)
Wanted Dead or Alive est une chanson de l'album sorti en 1986 Slippery When Wet de Bon Jovi. La chanson fut écrite par Jon Bon Jovi et Richie Sambora et fut sortie en 1987 comme troisième single de l'album. Le texte évoque la vie de troubadour du groupe, tandis que la musique fut créée avec l'envie, selon Richie Sambora, de réhabiliter la guitare douze cordes dans le rock. Selon le chanteur Jon Bon Jovi, il s'agit aussi d'un hommage de sa part aux personnages (fictifs et réels) du Far West, tels Lucky Luke et Billy the Kid.

## Reprises
En 2008, dans son album Rethroned, le groupe de power metal symphonique finlandais Northern Kings en fait une reprise, chantée en soliste par Marco Hietala (Nightwish, Tarot).

## Médias
Elle apparaît dans la série télévisée Supernatural
Elle apparaît sur Grand Theft Auto IV sur Liberty Rock Radio 97.8
Elle ouvre le générique du film Harley Davidson et l'Homme aux santiags de Simon Wincer.